# S-Qty
S-Qty（エス・キューティ）は、岡山県倉敷市を拠点に活動していた日本の女性アイドルグループである。本ページでは、後継ユニットS-QTY:R（エスキューティ・アール）、妹分ユニットmy♪ラビッツ（マイ・ラビッツ）およびD'sART ENTERTAINMENTとの合同ユニット岡山×少女隊（おかやま しょうじょたい）についても記載し紹介する。

## 概要
倉敷市に拠点を置くモデルプロダクション「Stylish Model Agency（有限会社Stylish・以下Stylish）」を中心としたプロジェクトチーム「S-Qty PROJECT（エス・キューティ・プロジェクト）」によって、「岡山から元気と笑顔を発信！」を旗印に結成されたガールズユニット。ユニットのキャッチフレーズは「岡山のガールズユニット（2010年10月～2012年10月）」と「世界へ羽ばたくみんなの天使（2012年11月～2014年6月）」。
2010年5月プロジェクト発足。オーディションによって5名が選ばれ、Soulife（メインヴォーカルの河田総一郎が倉敷市出身で、インディーズ時代からStylishが活動を支援）をサウンドプロデューサーに迎えて同年10月デビュー。その後2度のメンバー脱退を経て、2012年10月からは山﨑姉妹（朝香・愛理）による実姉妹デュオとして活動。地元倉敷市のライブハウス「倉敷REDBOX」ならびに東京で定期ライブを実施するなどしていた。しかし2014年6月に山﨑姉妹が卒業、プロジェクトは一時凍結された。
2015年8月、CAI・YUZ・CHIの3人によるS-Qtyの後継ユニット「S-QTY:R」が専属ダンスパフォーマンスユニット「NEO」とともにデビュー。プロジェクトチームの名称も「S-QTY:R PROJECT（エスキューティ・アール・プロジェクト）」に改称して再始動した。しかし翌2016年2月にメンバーのCHIが進路の都合により活動を休止、その後活動再開が困難な状況となったため5月31日付で脱退した。CHI脱退後は、CAI・YUZの2人で活動を続けたが、2019年3月31日の卒業ライブをもってCAIは芸能活動を引退、YUZはソロシンガーへ転身し、S-QTY:Rとしての活動を休止した。
2019年3月31日、S-QTY:R卒業ライブにて、S-QTY:Rを含めて3代目となる「S-Qty」として5人の新たなメンバーがお披露目され現在活動中。
2012年9月、同年3月まで津山ご当地アイドル SakuLoveとして活動していた高尾美有とStylish所属ジュニアモデルの杉本優美（高尾卒業後は活動名義を"ゆみ"に変更）による妹分ユニット「my♪ラビッツ」がデビュー。『明日の元気をあなたにお届け！』をキャッチフレーズとして、S-Qtyとも頻繁に共演していた。2014年3月に高尾の卒業・リトルスター★みゆとちはるの加入によって第2期my♪ラビッツとなり、S-Qty PROJECT凍結中はStylishの主力ユニットとして活動。2015年3月、ゆみとちはるの卒業・リトルスター★あみの加入によって第3期my♪ラビッツとなった。なお第3期から、CDジャケットやグッズで使用されるロゴタイプが「my♪rabbits（第1期・第2期）」から「my Rabbits」に変更された。
2019年3月24日、第3期my♪ラビッツ4周年＆あみ卒業ライブをもって、あみがユニットを卒業。　同時にみゆによるソロユニットとしてmy♪ラビッツは第4期に入る。
Stylishは2013年4月、S-Qtyやmy♪ラビッツのレッスン・マネジメントで蓄積されたノウハウを活かして、直営の芸能学校「STYLISH ACADEMIC SCHOOL」を開校。育成・選抜（候補生および正規）・マネジメントまで全て自社で一貫して行う体制を整えた。そして同年9月には、同校のアイドルクラス候補生によるユニット「リトルスター★」がデビューした。初期メンバーはちはる・みゆ・あみの3名で、大学受験のため活動を休止した高尾に代わって（主に岡山県内の）my♪ラビッツのライブ・イベントに出演。2014年3月、高尾のmy♪ラビッツ卒業と同時にみゆ・ちはるがmy♪ラビッツに加入。その後ふおん・ゆずの2名を新メンバーに迎え、引き続きmy♪ラビッツのライブ・イベントにサポート出演。2014年10月実施のmy♪ラビッツ2周年ライブでは、リトルスター★単独では初めてカバー曲を披露した。2015年1月、候補生のみなみ・かなんがキッズダンスユニット「ぱんだぱんだ」としてデビュー（リトルスター★の派生ユニットという扱いだが、リトルスター★としてのステージデビューは見送られた）。同年3月、ゆみとちはるのmy♪ラビッツ卒業と同時にあみがmy♪ラビッツに加入、ふおん・ゆずも事実上卒業した（公式発表はないがそれ以降リトルスター★としてのライブ・イベント出演がないため）。同年7月にみなみ・かなん・はるか・にこ・さとの5名で再始動（岡山×少女隊としては企業パーティー等一般非公開のイベントで同年5月から活動）。同年11月22日には、ななか・ひよりの2名が加わった。
2014年6月のS-Qty PROJECT凍結後、Stylishは岡山市の芸能プロダクション「D'sART ENTERTAINMENT（デザート エンターテイメント・以下D'sART）」と協力して、プロダクションの枠を超えたプロジェクトチーム「岡山県ご当地アイドル総力プロジェクト」を発足させ、同年8月30日に同プロジェクトから新ユニット「岡山×少女隊（おかやま しょうじょたい）」がデビューした。「「晴れの国おかやま」をアピールし、ご当地岡山県を盛上げ、岡山県内の企業とコラボを実現していくことで『～小さなキセキ、大きなキセキ～』をおこしていく」をミッションに掲げ、Stylishからmy♪ラビッツとリトルスター★、D'sARTからアンジェル（はるか・ののか）とShiny Milky Way（そら・ももか）の4ユニット・10名が第1期生として参加した。2015年3月、ゆみとちはるがmy♪ラビッツ卒業と同時に卒業、リトルスター★ふおんも事実上卒業、リトルスター★ゆずも新たな活動の準備に入るため一時離脱した。同年7月24日には新生リトルスター★の5名が第2期生として一般デビューした（企業パーティー等一般非公開のイベントでは同年5月から活動）。同年8月30日実施のアンジェル卒業ライブをもって、D'sART側の4名（アンジェルはるか・アンジェルののか・Shiny Milky Wayももか・7月にShiny Milky Wayを卒業してソロに転向したばかりのそら）が全員卒業。D'sARTはプロジェクトから撤退し、Stylish単独の「岡山×少女隊 プロジェクト」として再出発した。同年11月22日、前月実施のオーディションに合格したあゆ・かこの2名が第3期生として加入、一時離脱していたゆず（S-QTY:R YUZ）も正式に復帰した。

## メンバー

### S-Qty（第1期）
2010年10月30日デビュー。2014年6月1日活動凍結。
| 名前       | よみ            | ニックネーム | 生年月日 | 血液型 | イメージカラー | 脱退・卒業日   | 脱退・卒業理由                                           | 備考                                                   |
| ---------- | --------------- | ------------ | -------- | ------ | -------------- | -------------- | -------------------------------------------------------- | ------------------------------------------------------ |
| 一之瀬舞花 | いちのせ まいか | のせちゃん   | 6月20日  | A型    | ピンク         | 2011年11月30日 | 話し合いの結果活動継続困難という結論に至ったため（脱退） | 自称クール担当                                         |
| 福田みき   | ふくだ みき     | みきねぇ     | 5月3日   | AB型   | ブルー         | 2012年10月23日 | 諸事情による所属契約解除（脱退）                         | キャップ / もりあげ担当                                |
| 小川優衣   | おがわ ゆい     | ゆいゆい     | 10月2日  | A型    | レッド         | 2012年10月23日 | 諸事情による所属契約解除（脱退）                         | かわいい担当                                           |
| 山﨑朝香   | やまさき あさか | あさちゃん   | 1月31日  | O型    | グリーン       | 2014年6月1日   | 今後を見据える期間を作るため（卒業）                     | 妹っぽいお姉ちゃん（2012年10月までは"お笑い担当"）     |
| 山﨑愛理   | やまさき あいり | あいりんぐ   | 9月14日  | O型    | イエロー       | 2014年6月1日   | 今後を見据える期間を作るため（卒業）                     | お姉ちゃんっぽい妹（2012年10月までは"あどけなさ担当"） |

福田はデビュー以来キャップ（リーダー）としてユニットを牽引してきたが、諸事情により2012年10月23日付で契約解除となった。
小川と一之瀬は、Stylish設立初期からファッションモデル（キッズ・ジュニア）として活動（一之瀬は川添舞花→maika名義）。特に小川はプロジェクト発足時にイメージガールを務め、S-Qty公式ホームページのブログとは別にStylish所属モデルとして個人ブログを持っていた（脱退後閉鎖）。しかし一之瀬は2011年11月実施のデビュー1周年ワンマンライブ以降出演機会が激減、一之瀬本人と保護者・メンバー・スタッフを交えた話し合いの結果、これ以上の活動継続は困難という結論に至り同月30日付で脱退。小川も福田と同時に契約解除となった。
山﨑<朝>と山﨑<愛>は実の姉妹で、妹の山﨑<愛>は第1期生5人中最年少（卒業時高校3年生）。姉妹で楽器を演奏しながら歌うことがあり（山﨑<朝>はギター・山﨑<愛>はカホン）、S-Qtyの大きな特徴であった。しかし卒業後は2人とも芸能活動を行っていない。
山﨑姉妹以外の元メンバーは、脱退後3名とも岡山市の芸能プロダクション「HUGプロエンターテイメント（以下HUGプロ）」に所属していた（小川は2014年1月から2015年8月まで、福田は2014年7月から2015年8月まで、一之瀬は2015年4月から同年11月まで）。小川は当初ラジオ番組MCやイベント司会としての活動が中心だったが、2014年7月に福田をHUGプロに招いて2人組ガールズユニット「Judgement（ジャッジメント）」を結成。約1年間の活動後2015年8月に解散、2人はHUGプロからも卒業した

### S-QTY:R（第2期）
2015年8月8日デビュー。「R」はReborn（生まれ変わる・再生）を意味し、「S-Qty最終メンバーである山﨑姉妹の意思を受け継いで生まれ変わったガールズユニット」という設定。サウンドプロデュースは前身のS-Qty同様Soulifeが担当。メンバーは全員ファッションモデルとしても活動。
元メンバー
| 名前        | ニックネーム | 生年月日       | 血液型 | 脱退・卒業日  | 脱退理由                                           | 備考 |
| ----------- | ------------ | -------------- | ------ | ------------- | -------------------------------------------------- | --- |
| CAI（カイ） | かいちゃん   | 1997年2月17日  | AB型   | 2019年3月31日 | 今後の新たな一歩を踏み出すため（卒業）             | リーダー。候補生（リトルスター★）を経ていない唯一のメンバー。モデル活動時はCanai（かない）名義で活動。S-QTY:R卒業と同時に芸能活動も引退。                 |
| YUZ（ユズ） | ゆずず       | 2001年12月11日 | A型    | 2019年3月31日 | 今後の新たな一歩を踏み出すため（卒業）             | 元リトルスター★。S-QTY:R以外では平仮名表記の「ゆず」名義で活動。S-QTY:R卒業後は「ゆず｡」名義でソロシンガーとして活動中。                                  |
| CHI（チー） | ちーちゃん   | 1998年10月25日 | O型    | 2016年5月31日 | 進路の都合により活動再開が困難となったため（脱退） | 元リトルスター★・my♪ラビッツ第2期生。モデル活動時は本名の風早千晴（かざはや ちはる）で活動していた（脱退と同時に引退）。2016年2月から活動を休止していた。 |

NEO
S-QTY:R専属のダンスパフォーマンスユニット。S-QTY:Rが同ユニットと共演する場合は「S-QTY:R with NEO」名義となる。
| 名前             | 誕生日   | 備考 |
| ---------------- | -------- | --- |
| Ukari（ユカリ）  | 8月2日   | リーダー。Stylish所属アイドルユニットのダンスレッスン・振付を担当。STYLISH ACADEMIC SCHOOLアイドルクラス・ダンスクラス講師、岡山市のダンススクール「Dance Studio Warp」のインストラクターも務める。 |
| takara（タカラ） | 11月30日 | |
| nae（ナエ）      | 4月28日  | |

### S-Qty（第3期）
2019年3月31日S-QTY:R卒業ライブにてお披露目。翌月4月14日初ステージ。2020年にS-Qtyプロジェクト始動10周年を迎えるにあたり、第1期の初期と同様に5人体制にて「原点回帰」を掲げる。
| 名前   | よみ   | 生年月日       | 血液型 | イメージカラー | 備考                                                                                  |
| ------ | ------ | -------------- | ------ | -------------- | ------------------------------------------------------------------------------------- |
| shion  | シオン | 2003年7月31日  | A型    | ブルー         | 候補生（リトルスター★）を経ていないメンバー。                                         |
| haruka | ハルカ | 2004年9月19日  | A型    | イエロー       | 元リトルスター★。                                                                     |
| amia   | アミア | 2005年12月30日 | O型    | レッド         | 候補生（リトルスター★）を経ていないメンバー。カナダ人（父）と日本人（母）とのハーフ。 |
| nanaka | ナナカ | 2005年4月15日  | A型    | グリーン       | 元リトルスター★。                                                                     |
| nico   | ニコ   | 2005年5月19日  | A型    | ピンク         | 元リトルスター★。リトルスター★ さと の実姉                                            |

その後メンバー脱退があり、2021年7月以降はshionとharukaの2名だけの在籍となっていたが、残った2名も2022年2月13日に卒業して活動終了となった。

### my♪ラビッツ
2012年9月22日デビュー。高尾以外のメンバーは全員ファッションモデルとしても活動（ゆみは2009年12月から、みゆ・ちはるはStylish設立初期から、あみは2009年春から）。第2期生にはイメージカラーが設定されたが（みゆ：オレンジ（橙）、ちはる：パープル（紫））、第3期では使われなくなった。
2019年4月以降はみゆのソロユニットとなっていたが、一人だけ残っていたみゆが2022年1月16日に卒業したため活動休止となった。
| 名前 | ニックネーム | 生年月日      | 血液型 | 加入日        | 備考                                                                                                   |
| ---- | ------------ | ------------- | ------ | ------------- | --- |
| みゆ | みゆちゃん   | 2000年1月13日 | AB型   | 2014年3月16日 | 第2期生・第3期（リーダー）・第4期（ソロユニット）。モデル活動時は本名の窪津海優（くぼつ みゆ）で活動。 |

元メンバー
| 名前                           | ニックネーム | 生年月日       | 血液型 | 加入日        | 卒業日        | 卒業理由                           | 備考                                             |
| ------------------------------ | ------------ | -------------- | ------ | ------------- | ------------- | ---------------------------------- | ------------------------------------------------ |
| 高尾美有（たかお みゆ）        | みゆゆ       | 1996年1月16日  | A型    | 2012年9月22日 | 2014年3月16日 | 岡山県外の大学進学                 | 第1期生・第1期リーダー。「SakuLove」元メンバー。 |
| ゆみ/杉本優美（すぎもと ゆみ） | ゆみみ       | 1998年3月10日  | A型    | 2012年9月22日 | 2015年3月22日 | 将来の目標が見えてきたため         | 第1期生・第2期リーダー。                         |
| ちはる                         | ちーちゃん   | 1998年10月25日 | O型    | 2014年3月16日 | 2015年3月22日 | my♪ラビッツとは違う活動の準備      | 第2期生。卒業後レッスンを経てS-QTY:Rに加入。     |
| あみ                           | あみちゃん   | 2002年3月29日  | A型    | 2015年3月22日 | 2019年3月24日 | 大学受験に備えて学業を優先するため | 第3期生。my♪ラビッツ卒業と同時に芸能活動引退。   |

### リトルスター★
2013年9月28日デビュー。大半のメンバーがファッションモデルとしても活動。加入日は一般公開のライブ・イベントにリトルスター★として初めて出演した日、卒業日は同じくリトルスター★として最後に出演した日とする。
| 名前   | 生年月日      | 加入日         | 備考                                                                           |
| ------ | ------------- | -------------- | ------------------------------------------------------------------------------ |
| みなみ | 2005年9月11日 | 2015年7月24日  | モデル活動時も同名義で活動。キッズダンスユニット「ぱんだぱんだ」としても活動。 |
| かなん | 2006年6月27日 | 2015年7月24日  | モデル活動時も同名義で活動。キッズダンスユニット「ぱんだぱんだ」としても活動。 |
| さと   | 2008年2月26日 | 2015年7月24日  | にこの実妹。                                                                   |
| ひより | 未公開        | 2015年11月22日 |                                                                                |

元メンバー
| 名前   | 生年月日       | 加入日         | 卒業日        | 卒業理由                        | 備考 |
| ------ | -------------- | -------------- | ------------- | ------------------------------- | --- |
| みゆ   | 2000年1月13日  | 2013年9月28日  | 2014年3月16日 | my♪ラビッツ加入                 | |
| ちはる | 1998年10月25日 | 2013年9月28日  | 2014年3月16日 | my♪ラビッツ加入                 | |
| あみ   | 2002年3月29日  | 2013年9月28日  | 2015年3月22日 | my♪ラビッツ加入                 | |
| ふおん | 2003年3月18日  | 2014年3月16日  | 2015年3月22日 | 不明                            | モデル活動時は漢字表記の「風音」名義で活動。リトルスター★卒業後もモデル活動は続けていたが、2015年10月時点でStylishの所属モデル一覧に彼女の名前はなく、モデル活動からは引退したとみられる。ただし、同年11月に岡山市内で行われたチャリティイベントにアシスタント司会として出演していたことが確認されている。2016年3月、「金の卵発掘オーディション」にて審査員特別賞を受賞、プラチナムプロダクション所属となる。2017年に始動したShibu3 projectではブルークラスの一員として活躍。 |
| ゆず   | 2001年12月11日 | 2014年3月30日  |               | リトルスター★とは違う活動の準備 | 卒業後レッスンを経てS-QTY:Rに加入。 |
| はるか | 2004年9月19日  | 2015年7月24日  |               | 不明                            | ステージ活動を休止後にS-Qty（第3期メンバー）に加入。 |
| にこ   | 2005年5月19日  | 2015年7月24日  |               | 不明                            | ステージ活動を休止後にS-Qty（第3期メンバー）に加入。 |
| ななか | 2005年4月15日  | 2015年11月22日 |               | 不明                            | ステージ活動を休止後にS-Qty（第3期メンバー）に加入。 |

### 岡山×少女隊
StylishとD'sARTの合同プロジェクトチーム「岡山県ご当地アイドル総力プロジェクト」発のユニットとして結成。D'sART撤退後はStylish単独の「岡山×少女隊 プロジェクト」となる。各所属ユニット（およびソロ）の活動を優先しているため、岡山×少女隊としてライブを行う機会は少ない。
第1期生
2014年8月31日デビュー。
| 名前 | 生年月日       | 所属ユニット              | 備考 |
| ---- | -------------- | ------------------------- | --- |
| みゆ | 2000年1月13日  | my♪ラビッツ               | |
| あみ | 2002年3月29日  | リトルスター★→my♪ラビッツ | |
| ゆず | 2001年12月11日 | リトルスター★→S-QTY:R     | リトルスター★事実上卒業後一時離脱していたが、D'sART撤退後サポートメンバーとして再合流、2015年11月22日付で正式に復帰した。 |

第2期生
2015年7月24日正式デビュー。
| 名前   | 生年月日      | 所属ユニット  |
| ------ | ------------- | ------------- |
| みなみ | 2005年9月11日 | リトルスター★ |
| かなん | 2006年6月27日 | リトルスター★ |
| はるか | 2004年9月19日 | リトルスター★ |
| にこ   | 2005年5月19日 | リトルスター★ |
| さと   | 2008年2月26日 | リトルスター★ |

第3期生
2015年11月22日デビュー。
| 名前 | 生年月日      | 所属ユニット        | 備考 |
| ---- | ------------- | ------------------- | --- |
| あゆ | 2000年2月16日 | ソロ・cute bomb     | ソロ・cute bombでの活動時はローマ字表記の「Ayu」名義、モデル活動時（2016年秋から）は本名の小松あゆ名義で活動。中学時代に株式会社BAKKY主催のシンガーコンテスト「BASIC OF SONG 2013 岡山大会」「BEST OF SINGER 2014 全国決勝大会」に本名で出場（前者は優勝、後者は準優勝）。 |
| かこ | 1999年7月16日 | 岡山×少女隊（専属） | 現メンバーで唯一、他ユニットまたはソロで活動していない専属メンバー。 |

元メンバー
| 名前          | 生年月日       | 加入日        | 卒業日        | 卒業理由                                                   | 所属ユニット         |
| ------------- | -------------- | ------------- | ------------- | ---------------------------------------------------------- | -------------------- |
| ゆみ/杉本優美 | 1998年3月10日  | 2014年8月31日 | 2015年3月22日 | 所属ユニット卒業（個々の卒業理由はmy♪ラビッツを参照）      | my♪ラビッツ          |
| ちはる        | 1998年10月25日 | 2014年8月31日 | 2015年3月22日 | 所属ユニット卒業（個々の卒業理由はmy♪ラビッツを参照）      | my♪ラビッツ          |
| ふおん        | 2003年3月18日  | 2014年8月31日 | 2015年3月22日 | 所属ユニット卒業                                           | リトルスター★        |
| はるか        | 2000年6月11日  | 2014年8月31日 | 2015年8月30日 | 所属ユニット・アイドル活動卒業（高校受験のため）           | アンジェル           |
| ののか        | 2001年10月22日 | 2014年8月31日 | 2015年8月30日 | 所属ユニット・アイドル活動卒業（自身による決断）           | アンジェル           |
| そら          | 2002年2月8日   | 2014年8月31日 | 2015年8月30日 | アイドル活動卒業（Shiny Milky Wayは2015年7月26日付で卒業） | Shiny Milky Way→ソロ |
| ももか        | 2002年3月21日  | 2014年8月31日 | 2015年8月30日 | 所属ユニット・アイドル活動卒業（自身による決断）           | Shiny Milky Way      |

## 略歴
- 2004年
  - 9月：岡山県初の総合モデルプロダクション「Stylish Model Agency」の運営法人として有限会社Stylish設立。
- 2010年
  - 5月：中四国初の本格ガールズユニットの結成を目的として「S-Qty PROJECT」発足。ただしこの時点でプロジェクトの存在は完全に伏せられていた。
  - 7月10日：Stylishがブログ上にティザー記事を掲載、プロジェクトの存在が初めて明らかになる[38]。
  - 7月29日：S-Qty PROJECTの詳細解禁。公式ホームページが開設され、15歳から25歳までの女性を対象にオーディション応募受付開始[39]。
  - 9月20日：オーディション実施。
  - 9月27日：オーディション合格者数を発表。164名の応募から5名が選ばれた[40][41]。
  - 10月16日：メンバー（第1期生）の氏名を公表。福田・小川・一之瀬・山﨑<朝>・山﨑<愛>の5名[42]。第1期生だが、2014年6月の活動凍結までメンバー追加は一度もなかった[43]。
  - 10月29日：JR倉敷駅前にてデビュー前夜ゲリラストリートライブを敢行。S-Qty公式ホームページではなくStylishのブログで開催前日に告知され、デビュー曲「チャンスの神様」を披露した[44]。
  - 10月30日：デオデオ（現・エディオン）倉敷本店にてデビューイベントを開催し正式デビュー。
- 2011年
  - 3月12日：S-Qty 1stシングル『チャンスの神様』リリース。
  - 7月16日：倉敷REDBOXにて行われた「萌えよ岡山！ご当地アイドル～夏の陣～」にて、岡山県ご当地ソング『BOKKE!OKAYAMA!!～ぼっけぇ!おかやま!!～』を発表。
  - 8月4・5日：初の東京2Daysライブ実施。
  - 9月10・11日：初の阪神2Daysライブ実施。
  - 11月2日：デビュー1周年を記念してS-Qty初のワンマンライブを倉敷REDBOXにて開催。
  - 11月30日：一之瀬が脱退。メンバーが福田・小川・山﨑<朝>・山﨑<愛>の4名となる。
  - 12月3日：S-Qty 2ndシングル『BOKKE!OKAYAMA!!～ぼっけぇ!おかやま!!～』リリース。
  - 12月23日：倉敷アイビースクエアにてクリスマスディナーショー開催。
- 2012年
  - 1月27日～29日：東京3Daysライブ実施。
  - 2月19日：S-Qty定期ライブ「S-QTime!!」がスタート。
  - 3月16日：有限会社Klax-onが手掛ける、日本オリンピック委員会公式ライセンス商品のプレミアムジーンズ「5 COLOR BLUE JEANS」記者発表会にてイメージマスコットを務める。
  - 4月7日：S-Qtyロゴ入り備前焼のビアマグ発売開始。
  - 4月18日：S-Qty 1stアルバム『O･P･Q･R･S-QTY』先行配信第1弾『Soldier』配信開始（iTunes StoreおよびAmazon.co.jp）。
  - 5月23日：S-Qty 1stアルバム『O･P･Q･R･S-QTY』先行配信第2弾『S-Qtimes!!』配信開始。
  - 5月25日～27日：東京3Daysライブ実施。
  - 6月27日：S-Qty 1stアルバム『O･P･Q･R･S-QTY』リリース。
  - 9月22日：タワーレコードアリオ倉敷店S-Qty1日店長イベントにて、妹分ユニット「my♪ラビッツ」がデビュー。
  - 9月28日～30日：東京3Daysライブ実施。
  - 10月27日：S-Qty公式ホームページ上にて、諸般の事情により同月23日付で福田・小川との契約を解除せざるを得なくなったと発表。同月21日の定期ライブで小川の生誕祭を実施した直後の出来事であった。残るメンバーが山﨑<朝>・山﨑<愛>の姉妹2名だけになるため活動休止も検討されたが、姉妹が活動継続の意向を強く示したことから、翌28日開催のイベントから実姉妹デュオとして再始動した。
  - 11月4日：デビュー2周年記念ワンマンライブを倉敷REDBOXにて開催（同月の定期ライブは休止）。
- 2013年
  - 3月10日：my♪ラビッツ初のワンマンライブを倉敷REDBOXにて開催。ライブ当日15歳の誕生日を迎えた杉本の生誕祭も兼ねていたことから、目標である観客数50人以上を達成、5月から毎月第1日曜日に定期ライブを開催することが決定した。
  - 3月22日～24日：東京3Daysライブ実施（my♪ラビッツ同行）。
  - 4月26・27・29日：東京3Daysライブ実施（S-Qty単独）。最終日の29日に東京定期ライブ『S-QTokyo』がスタート。
  - 5月1日：S-Qty 3rdシングル『FiVE☆マイスター!!（ファイブスター・マイスター!!）』先行配信開始。
  - 5月5日：my♪ラビッツ定期ライブ「兎にも角にも50人」がスタート。初のオリジナル曲『うさぎちゃんHAPPy』も披露されたが、観客数は47人と目標の50人に僅かに届かず、定期ライブはこの1公演（第1歩）で終了となった。
  - 6月5日：my♪ラビッツ 1stシングル『うさぎちゃんHAPPy』リリース。
  - 6月19日：S-Qty 3rdシングル『FiVE☆マイスター!!』リリース。
  - 6月21日～23日：東京3Daysライブ実施（S-Qty単独・定期ライブ含む）。
  - 8月29・30日・9月1日：東京3Daysライブ実施（my♪ラビッツ同行・定期ライブ含む）。
  - 9月28日
    - 倉敷REDBOXで行われたmy♪ラビッツ結成1周年記念ワンマンライブにて、STYLISH ACADEMIC SCHOOLのアイドル候補生ユニット「リトルスター★」がデビュー。
    - my♪ラビッツ高尾が大学受験のため活動休止。杉本がmy♪ラビッツの暫定リーダーとなり、リトルスター★が高尾に代わって2014年3月まで杉本と共にライブ・イベントに出演した。

  - 10月4日～6日：東京3Daysライブ実施（S-Qty単独・定期ライブ含む）。
  - 11月13日：S-Qty 4thシングル『Dear Future～未来のボクへ～』リリース。
  - 12月12・13日：東京2Daysライブ実施（S-Qty単独・定期ライブなし）。
- 2014年
  - 2月8日～10日：東京3Daysライブ実施（my♪ラビッツ杉本・リトルスター★みゆ同行、定期ライブ含む）。
  - 3月16日
    - リトルスター★みゆ・ちはるがリトルスター★を卒業しmy♪ラビッツに加入。同時にふおんがリトルスター★に加入。
    - my♪ラビッツ高尾が約6ヶ月ぶりに復帰し、同日卒業。杉本が正式にmy♪ラビッツのリーダーとなり、活動名義を新メンバーに合わせてフルネームから平仮名表記の「ゆみ」に変更。ゆみ・みゆ・ちはるの3人による第2期my♪ラビッツが始動。

  - 3月30日：S-Qty定期ライブ「S-QTime!! Vol.24」にて、ゆずがリトルスター★に加入。
  - 4月20日：倉敷REDBOXで行われた「Stylish 10th Anniversary 奇跡の軌跡 vol.2～アイドル大集合!～」にて、S-Qty山﨑姉妹が6月1日をもって卒業すると発表。翌21日にはS-Qty公式ホームページ上でも発表された。
  - 5月19日：my♪ラビッツが、カラオケボックス「まねきねこ」を運営する株式会社コシダカホールディングス主催のアイドルイベント「すきドル PROJECT」にエントリー。
  - 5月21日：S-Qty 5thシングル『Last Spring Snow EP』リリース。
  - 5月25日～6月1日：S-Qty単独ライブツアー「Last Spring TOUR～1310 daysの感謝を伝えたくて…」実施。5月25日東京公演、5月31日大阪公演、6月1日倉敷公演。
  - 6月1日：S-Qty山﨑姉妹が卒業。メンバー5名が全員脱退・卒業したことでS-Qtyとしての活動はデビューから1310日（約3年半）で終了、プロジェクトチームの活動は翌年8月8日に後継ユニット「S-QTY:R」がデビューするまで432日間（約1年2ヶ月）凍結された[45]
  - 7月12日：my♪ラビッツが「すきドル PROJECT」決勝ラウンドに進出、3位入賞を果たす。
  - 8月31日：StylishとD'sARTの合同新ユニット「岡山×少女隊」がデビュー。
  - 11月26日：S-Qty 4thシングル『Dear Future～未来のボクへ～』収録の2曲『Dear Future～未来のボクへ～』『クリスマスマイル!!』配信開始。iTunes StoreとAmazon.co.jpに加え、レコチョクからも購入可能となった。
  - 12月6日：my♪ラビッツ物販限定CD『さかさマジカル』販売開始。
  - 12月17日：S-Qty DVD『S-Qty卒業 メモリアルDVD ～1310daysの軌跡』発売。
- 2015年
  - 3月22日
    - リトルスター★あみがリトルスター★を卒業しmy♪ラビッツに加入。またふおん・ゆずも同日付で事実上卒業。
    - my♪ラビッツゆみ・ちはるがmy♪ラビッツおよび岡山×少女隊を卒業、みゆ・あみの2人による第3期my♪ラビッツが始動。
    - 本来この日のライブは、事前（同年3月1日）に卒業を発表していたゆみの生誕兼卒業・第3期my♪ラビッツのお披露目公演であった。しかし、公演中にちはるが突如同日付でmy♪ラビッツを卒業して新たな活動の準備に入ることを自ら発表。事実上の卒業であるふおん・ゆずを含めると、結果的に計5名が前日時点での所属ユニットを卒業した。その後ちはる・ゆずはモデル活動と並行してレッスンを重ね、同年8月に活動名義をそれぞれ「CHI」「YUZ」に変更してS-QTY:Rのメンバーとなった。

  - 4月3日：my♪ラビッツが、昨年に続きコシダカホールディングス主催のアイドルイベント「すきドル PROJECT 2」にエントリー。
  - 7月11日：my♪ラビッツが「すきドル PROJECT 2」決勝ラウンドに進出、4位入賞を果たす。
  - 7月15日：my♪ラビッツ 2ndシングル『Fortunate Dream / さかさマジカル』リリース。
  - 7月16日：Stylishがブログ上で、S-Qtyの後継ユニット「S-QTY:R」と専属ダンスパフォーマンスユニット「NEO」が8月8日に同時デビューすると発表。合わせてYouTube公式チャンネルにティザー動画を公開した[4][46]。
  - 7月24日：みなみ・かなん・はるか・にこ・さとの5名による新生リトルスター★が一般デビュー。同時に岡山×少女隊第2期生としてもデビュー。
  - 8月8日：倉敷REDBOXで行われた「岡山女子組曲PROJECT-1」にて、S-QTY:RとNEOがデビュー。プロジェクトチームの名称もユニット名に合わせて「S-QTY:R PROJECT」に改称し活動再開。
  - 8月30日：岡山×少女隊のD'sART側メンバー4名が全員卒業。「岡山県ご当地アイドル総力プロジェクト」からD'sARTが撤退し、Stylish単独の「岡山×少女隊 プロジェクト」として再出発。
  - 11月22日：倉敷REDBOXで行われた「Stylish VIVASH! STAGE～Vol.2」にて、あゆ・かこの2名が岡山×少女隊第3期生としてデビュー。ゆず（S-QTY:R YUZ）が岡山×少女隊に復帰。リトルスター★にななか・ひよりの2名が加入（ただし岡山×少女隊への合流は当面見送り）。
- 2016年
  - 2月8日：S-QTY:R with NEO公式ホームページ上にて、S-QTY:R CHIが当面の間活動休止すると発表（今後進路関係の予定が急遽入ることで、一度決定したライブ・イベントへの出演ができなくなるおそれがあり、ファンに対して失礼にあたるため[5]）。
  - 4月1日：my♪ラビッツが、3年連続でコシダカホールディングス主催のアイドルイベント「すきドル PROJECT 3」にエントリー。
  - 5月4日：岡山×少女隊のあゆが、ガールズロックユニット「cute bomb（キュート・ボム）」のヴォーカルとしてデビュー。ソロ活動も引き続き行う[35]。
  - 6月1日：S-QTY:R with NEO公式ホームページ上にて、S-QTY:R CHIが5月31日付で脱退したことを発表[6]。
  - 7月6日：S-QTY:R 1stシングル『タイヨウは、蒼 / Still』リリース。
  - 8月20日：my♪ラビッツが「すきドル PROJECT 3」ファイナルステージ（決勝ラウンド）に進出、4位入賞を果たす。

## 楽曲

### S-Qty
全曲作詞・作曲：河田総一郎（Soulife）、編曲:佐々木望（Soulife）
- チャンスの神様 - デビュー曲。2010年10月30日、デオデオ倉敷本店インストアライブでライブ初披露。岡山×少女隊もカバー。
- キミが好きで - 株式会社岡憲塗装CMソング。2011年2月19日、「晴れの国おかやま 観光展 in 鹿児島」でライブ初披露。
- Soldier - 河田がメンバーのメッセージを基に作詞したバラード（「include S-Qty member's message」とクレジット表記）。2011年3月12日、1stシングル「チャンスの神様」リリースイベントでライブ初披露。4thシングル「Dear Future～未来のボクへ～」には山﨑姉妹による再録版（Sisters Remix）を収録。
- BOKKE!OKAYAMA!!～ぼっけぇ!おかやま!!～ - 岡山県ご当地ソング。2011年7月16日、「萌えよ岡山！ご当地アイドル～夏の陣～」でライブ初披露。my♪ラビッツおよび岡山×少女隊もカバー。
- でこぼこ my road - 2011年11月19日、ラジオ番組で初公開。同年12月2日、「BLACK NIGHT」でライブ初披露。
- S-Qtimes!! - 2012年4月15日、定期ライブ「S-QTime!! Vol.3」でライブ初披露。5thシングル「Last Spring Snow EP」には山﨑姉妹による再録版（Sisters Remix）を収録。
- 階段ガール - 2012年5月18日、ラジオ番組で初公開。同年6月17日、定期ライブ「S-QTime!! Vol.5」でライブ初披露。
- サヨナラナミダ - メンバーも曲中セリフ部分の作詞に参加（「Talking lyrics:S-Qty」とクレジット表記）。2012年7月1日、「edion studio AMAGASAKI（ミドリ（現・エディオン）尼崎店内）インストアライヴ」でライブ初披露。
- FiVE☆マイスター!! - 山﨑姉妹による実姉妹デュオとなって初のオリジナル楽曲。「ファイブスター・マイスター!!」と読む。2013年4月21日、定期ライブ「S-QTime!! Vol.14」でライブ初披露。
- 青春爆奏曲<チューン> - 「せいしゅんばくそうチューン」と読む。2013年6月16日、定期ライブ「S-QTime!! Vol.16」でライブ初披露。岡山×少女隊もカバー。
- BOKKE!OKAYAMA!!～ぼっけぇ!おかやま!!～ -おいでんせぇ倉敷篇- - 『BOKKE!OKAYAMA!!～ぼっけぇ!おかやま!!～』の倉敷バージョン。2013年6月9日、ラジオ番組で初公開。同年6月16日、定期ライブ「S-QTime!! Vol.16」でライブ初披露。
- Dear Future～未来のボクへ～ - 2013年10月20日、定期ライブ「S-QTime!! Vol.20」でライブ初披露。また「チャンスの神様」「Soldier」以来となるMVも制作された（前述の定期ライブでも収録を実施）。
- クリスマスマイル!! - クリスマスソング。2013年11月9日、ラジオ番組で初公開。翌10日、4thシングル「Dear Future～未来のボクへ～」先行発売イベントでライブ初披露。「S-Qty卒業 メモリアルDVD ～1310daysの軌跡」にMVが収録されている（ショートバージョン）。my♪ラビッツもカバー。
- Last Spring Snow - S-Qtyとしては最後の楽曲。この楽曲で河田は作詞・作曲のクレジット表記に「SO」名義を使用している。2014年5月10日、ラジオ番組で初公開。同月18日、5thシングル「Last Spring Snow EP」先行発売イベントでライブ初披露。

### S-QTY:R
- タイヨウは、蒼 - S-QTY:R初のオリジナル曲。作詞・作曲：みやび、編曲：シンゴ（ときめきエキスプレス）
- Still - バラード曲。作詞・作曲：みやび、編曲：藤木和人
- Flower Flower Flower - 作詞・作曲：橘リツカ、編曲イマイケンタロウ（エイプリルズ）
- チャンスの神様<2nd Chance ver.> - S-Qtyのデビュー曲で代表曲でもある「チャンスの神様」をS-QTY:Rバージョンにロック調に編曲し直した楽曲。編曲：シンゴ（ときめきエキスプレス）
- レモンシャーベット・ハニー - 初代S-Qtyから親交のあった、鳥取県の女性アイドルグループ「Chelip」をゲストコーラスに迎えた楽曲。作詞・作曲：橘リツカ、編曲：藤木和人
- レモンシャーベット・ハニー（Spanish ballad） - 同タイトルのスローバラードバージョン。

### my♪ラビッツ
- うさぎちゃんHAPPy - 作詞・作曲：まゆちゃん（Cutie Pai）、編曲・サウンドプロデュース：tessy（CANDLES）。my♪ラビッツ初のオリジナル曲。2013年5月5日、my♪ラビッツ定期ライブ「兎にも角にも50人 第1歩」でライブ初披露。第2期で3人編成となったことで歌詞が一部変更されたが（物販限定CD「さかさマジカル」に"new rec ver."として収録）、第3期で再び2人編成に戻ったことで歌詞もオリジナルに戻った（2ndシングル「Fortunate Dream / さかさマジカル」に"3rd generation ver."として収録）。
- トゥルルンテレフォン（my♪ラビッツ ver.） - 作詞・作曲：まゆちゃん（Cutie Pai）、編曲・サウンドプロデュース：tessy（CANDLES）。元々はCutie Paiの楽曲で、デビューイベント以来オリジナル版をそのままカバーしていたが、1stシングルリリースにあたってサウンドプロデューサーのtessyがリメイク。2013年5月5日、my♪ラビッツ定期ライブ「兎にも角にも50人 第1歩」でライブ初披露。
- さかさマジカル - 作詞・作曲：まゆちゃん（Cutie Pai）、編曲・サウンドプロデュース：tessy（CANDLES）。第2期my♪ラビッツ唯一のオリジナル曲。2014年10月26日、「祝 my♪ラビッツ 2nd.Anniversary～1ヶ月遅れの(笑)マイラビ2周年&紫祭ちはる生誕ライブ」で初披露。2ndシングル「Fortunate Dream / さかさマジカル」には第3期my♪ラビッツバージョンを収録。
- Fortunate Dream - 作詞：AIRI（ときめきエキスプレス）、作曲：シンゴ（ときめきエキスプレス）、編曲・サウンドプロデュース：tessy（CANDLES）。第3期my♪ラビッツ初のオリジナル曲。2015年3月22日、「ゆみ生誕&卒業・第3期my♪ラビッツお披露目ライブ」で初披露。
- マジカルワード - 作詞・作曲：みやび、編曲：tessy（CANDLES）。
- HAPPYBIRTHDAY - 作詞：aco（spoon+)、作曲・編曲：tessy（CANDLES）。作曲・編曲を担当しているtessy（CANDLES）のカヴァー曲の新アレンジ。
- Lovelywave - 作詞：ミルキー（電気キャンディ）、作曲：Ritsuko（少年ナイフ）、編曲：山本真平。
- もっと好きになる。 - 作詞・作曲：ぽらぽら。、編曲：山本真平。

## ディスコグラフィ

### S-Qty
- 1stシングル『チャンスの神様』
  - 種別　12cmCDシングル (初回限定版のみボーナスDVD同梱)
  - 発売日　2011年3月12日
  - 発売元　有限会社Stylish
  - 販売元　株式会社On-do
  - 品番　SQTY-1001
  - 収録楽曲

1. チャンスの神様 (4:23)
2. キミが好きで (4:02)
3. Soldier (5:59)
4. チャンスの神様 <off vocal version> (4:23)
5. キミが好きで <off vocal version> (4:02)
6. Soldier <off vocal version> (5:57)

現在は廃盤。3曲とも1stアルバム『O・P・Q・R・S-QTY』に収録。ボーナスDVDには『チャンスの神様』『Soldier』のMVを収録。
- 2ndシングル『BOKKE!OKAYAMA!!～ぼっけぇ!おかやま!!～』
  - 種別　12cmCDシングル
  - 発売日　2011年12月3日
  - 発売元　有限会社Stylish
  - 販売元　株式会社On-do
  - 品番　SQTY-1002
  - 収録楽曲

1. BOKKE!OKAYAMA!!～ぼっけぇ!おかやま!!～ (4:57)
2. でこぼこ my road (4:12)
3. BOKKE!OKAYAMA!!～ぼっけぇ!おかやま!!～ <off vocal version> (4:57)
4. でこぼこ my road <off vocal version> (4:10)

現在は廃盤。2曲とも1stアルバム『O・P・Q・R・S-QTY』に収録。
- 1stアルバム『O・P・Q・R・S-QTY』
  - 種別　12cmCDアルバム
  - 発売日　2012年6月27日
  - 発売元　有限会社Stylish（通常盤・物販盤）／株式会社On-do（通常盤）
  - 販売元　株式会社On-do（物販盤）／ユニバーサルミュージック合同会社（通常盤）
  - 品番　POCS-1061（通常盤）／SQTY-1003（物販盤）
  - 収録楽曲

1. S-Qtimes!!（3:35）
2. 階段ガール（3:15）
3. BOKKE!OKAYAMA!!～ぼっけぇ!おかやま!!～（4:58）
4. キミが好きで（4:02）
5. でこぼこ my road（4:11）
6. サヨナラナミダ（4:59）
7. A Sign Of The Wonder ～キセキの前兆（まえぶれ）～ <instrumental>（2:00）
8. チャンスの神様（4:23）
9. Soldier（6:04）
10. （Bonus track）BOKKE!OKAYAMA!!～ぼっけぇ!おかやま!!～（CANDLES remix）（4:43）

通常盤はユニバーサルミュージックの受託販売を通じて全国販売されている（メジャー流通のインディーズ作品）。インストアイベント以外のイベントおよびライブ会場の物販コーナーで予約・購入した場合は「物販盤」となる。収録楽曲は通常盤・物販盤ともに全く同じだが、ジャケット・帯のデザインが異なる。
- 3rdシングル『FiVE☆マイスター!!』
  - 種別　12cmCDシングル
  - 発売日　2013年6月19日
  - 発売元　有限会社Stylish
  - 販売元　株式会社On-do
  - 品番　SQTY-1004
  - 収録楽曲

1. FiVE☆マイスター!! (3:47)
2. 青春爆奏曲<チューン> (2:50)
3. BOKKE!OKAYAMA!!～ぼっけぇ!おかやま!!～ -おいでんせぇ倉敷篇- (3:50)

活動拠点の倉敷市にあるタワーレコードアリオ倉敷店では、一般発売に先駆けて6月16日に先行発売イベントを実施。
- 4thシングル『Dear Future～未来のボクへ～』
  - 種別　12cmCDシングル
  - 発売日　2013年11月13日
  - 発売元　有限会社Stylish
  - 販売元　株式会社On-do
  - 品番　SQTY-1005
  - 収録楽曲

1. Dear Future～未来のボクへ～ (3:30)
2. Soldier <Sisters Remix> (6:05)
3. クリスマスマイル!! (4:00)
4. Dear Future～未来のボクへ～ <off vocal ver.> (3:29)

前作同様、タワーレコードアリオ倉敷店で11月10日に先行発売イベントを実施。
- 5thシングル『Last Spring Snow EP』
  - 種別　12cmCDシングル
  - 発売日　2014年5月21日
  - 発売元　有限会社Stylish
  - 販売元　株式会社On-do
  - 品番　SQTY-1006
  - 収録楽曲

1. Last Spring Snow (4:40)
2. S-Qtimes!! <Sisters Remix> (3:34)
3. Last Spring Snow <off vocal ver.> (?)
4. S-Qtimes!! <Sisters Remix> <off vocal ver.> (?)

当初は2014年冬にリリースする予定であったが、山﨑姉妹の卒業発表を受けて急遽リリースされることになった。1stアルバム『O・P・Q・R・S-QTY』以降の作品と同様にタワーレコードで発売記念イベントを実施したが、卒業直前ということもあり、3rd・4thシングル発売時に先行発売イベントを実施したアリオ倉敷店と、アリオ倉敷店の前店長が（発売当時）店長を務めていた橿原店（奈良県橿原市）の2店舗だけで実施された。5月18日に橿原店で先行発売イベントを、同月24日にアリオ倉敷店でS-Qtyとしては最後のインストアイベントをそれぞれ実施。
【オムニバスCD】
- 作品名『IDOL PARADE Vol.3』
  - 種別　12cmCDアルバム
  - 発売日　2012年9月5日
  - 発売元　Roll Together Records
  - 販売元　Knowledge Alliance
  - 品番　RTML-0003
  - 収録楽曲　チャンスの神様（Track.15）

- 作品名『IDOL SUMMIT vol.1』
  - 種別　12cmCDアルバム
  - 発売日　2012年9月12日
  - レーベル名　I am Records
  - 販売元　タワーレコード株式会社
  - 品番　OMIS-001
  - 収録楽曲　階段ガール（Track.3）

- 作品名『Japan Idol File』
  - 種別　12cmCDアルバム（5枚組）
  - 発売日　2013年4月24日
  - レーベル名　T-Palette Records
  - 販売元　タワーレコード株式会社
  - 品番　TPRC-0045
  - 収録楽曲　S-Qtimes!!（Disc.4 - Track.2）

【映像作品】
- S-Qty卒業 メモリアルDVD ～1310daysの軌跡
  - 種別　12cm Video-DVD
  - 発売日　2014年12月17日
  - 発売元　有限会社Stylish
  - 販売元　株式会社On-do
  - 品番　SQTY-2001

2014年6月1日実施の卒業ライブを中心に、デビューからの未公開映像、山﨑姉妹によるメッセージ、MV等を収録。初回生産分には5thシングル『Last Spring Snow EP』を封入。

### S-QTY:R
- 1stシングル『タイヨウは、蒼 / Still』
  - 種別　12cmCDシングル
  - 発売日　2016年7月6日
  - 発売元　有限会社Stylish
  - 販売元　株式会社On-do
  - 品番　SQTY-1007
  - 収録楽曲

1. タイヨウは、蒼 (3:46)
2. Still (3:05)
3. タイヨウは、蒼 <off vocal ver.> (3:47)
4. Still <off vocal ver.> (3:04)

- 2ndシングル『Flower Flower Flower』
  - 種別　12cmCDシングル
  - 発売日　2018年4月18日
  - 発売元　有限会社Stylish
  - 販売元　株式会社On-do
  - 品番　SQTY-1008
  - 収録楽曲

1. Flower Flower Flower (4:19)
2. チャンスの神様 <2nd Chance ver.> (4:27)
3. Flower Flower Flower <instrumental> (4:19)
4. チャンスの神様 <2nd Chance ver. instrumental> (4:29)

- 3rdシングル『レモンシャーベット・ハニー』
  - 種別　12cmCDシングル
  - 発売日　2018年9月12日
  - 発売元　有限会社Stylish
  - 販売元　株式会社On-do
  - 品番　SQTY-1009
  - 収録楽曲

1. レモンシャーベット・ハニー (3:54)
2. レモンシャーベット・ハニー（Spanish ballad） (4:06)
3. レモンシャーベット・ハニー <instrumental> (3:54)
4. レモンシャーベット・ハニー <Spanish ballad instrumental> (4:05)

### my♪ラビッツ
- 1stシングル『うさぎちゃんHAPPy』
  - 種別　12cmCDシングル
  - 発売日　2013年6月5日
  - 発売元　有限会社Stylish
  - 販売元　株式会社On-do
  - 品番　STYL-2001
  - 収録楽曲

1. うさぎちゃんHAPPy (3:54)
2. トゥルルンテレフォン（my♪ラビッツ ver.） (4:50)
3. うさぎちゃんHAPPy <off vocal> (3:54)
4. トゥルルンテレフォン（my♪ラビッツ ver.） <off vocal> (4:50)

タワーレコードアリオ倉敷店で6月2日に先行発売イベントを実施。なお現在はプレス終了し流通在庫のみ（事実上廃盤）。
- 物販限定CD『さかさマジカル』
  - 種別　12cmCDシングル（CD-R）
  - 発売日　2014年12月6日
  - 発売・販売元　有限会社Stylish
  - 品番　なし
  - 収録楽曲

1. さかさマジカル (4:18)
2. うさぎちゃんHAPPy（new rec ver.） (3:53)

ライブ・イベント物販限定発売。第3期始動後もしばらく販売されていたが、2ndシングル「Fortunate Dream / さかさマジカル」発売に伴い販売終了。
- 2ndシングル『Fortunate Dream / さかさマジカル』
  - 種別　12cm CDシングル
  - 発売日　2015年7月15日
  - 発売元　有限会社Stylish
  - 販売元　株式会社On-do
  - 品番　STYL-2002
  - 収録楽曲

1. Fortunate Dream (4:04)
2. さかさマジカル (4:16)
3. うさぎちゃんHAPPy <3rd generation ver.> (3:53)
4. Fortunate Dream <off vocal> (4:04)
5. さかさマジカル <off vocal> (3:53)

両A面シングル。7月5日に倉敷REDBOXで行われた、Chelip（鳥取県）・吉永拓未（ミュージシャン・Stylishと業務提携）との合同レコ発記念ライブで先行発売を実施。
- 3rdシングル『マジカルワード / HAPPYBIRTHDAY』
  - 種別　12cm CDシングル
  - 発売日　2017年4月26日
  - 発売元　有限会社Stylish
  - 販売元　株式会社On-do
  - 品番　STYL-2003
  - 収録楽曲

1. マジカルワード (4:17)
2. HAPPYBIRTHDAY (4:27)
3. マジカルワード <off vocal ver.> (4:17)
4. HAPPYBIRTHDAY <off vocal ver.> (4:27)

- 4thシングル『Lovelywave / もっと好きになる。』
  - 種別　12cm CDシングル
  - 発売日　2018年7月18日
  - 発売元　有限会社Stylish
  - 販売元　株式会社On-do
  - 品番　STYL-2004
  - 収録楽曲

1. Lovelywave (3:22)
2. もっと好きになる。 (4:21)
3. Lovelywave <off vocal ver.> (3:23)
4. もっと好きになる。 <off vocal ver.> (4:19)

## メディア出演

### S-Qty
テレビ
- 24時間テレビ 「愛は地球を救う」（2011年8月21日、2012年8月26日、2013年8月25日（my♪ラビッツと共演）／日本テレビ系・RNC西日本放送） - 香川・岡山ローカル枠での出演。放送2日目朝からママカリフォーラム等でチャリティーライブ・オークションを実施し、同日夕方のローカル枠に生出演（後述のS-QTY:R・my♪ラビッツ・岡山×少女隊も同様）。
- 温たいむ（2011年12月14日／OHK岡山放送、福田・小川のみ出演）
- ハッピーMusicジモドルコーナー（2012年5月26日／日本テレビ系）
- IDOL REVUE ご当地アイドルお取り寄せ図鑑 by Pigoo（2013年8月14日、11月13日／BSスカパー!） - 全国のご当地アイドルがトーナメント方式で対決する番組。1回戦は北海道代表の「R☆M（ラム）」に勝利するも、2回戦で山梨県代表の「Peach sugar snow」に敗れ、同年12月に行われる準決勝・決勝ラウンド進出は果たせなかった。
- ゆる。（2013年9月14日／OHK岡山放送） - 司会の浅越ゴエとともに、S-Qtyを応援しているアリオ倉敷のテナントを紹介（コールド・ストーン・クリーマリー、大阪アメリカ村甲賀流、タワーレコード）。定期ライブを行っている倉敷市内のライブハウス「倉敷REDBOX」で収録された浅越とのインタビュートークもあり、スペシャルライブでは「青春爆奏曲<チューン>」を披露した。
- めざせ!グルメスター（2013年11月7日／NHK BSプレミアム） - 藤戸饅頭やむらすずめなど、倉敷の特産スイーツを紹介。
- ざっつオカヤマンTV（2013年11月28日深夜（29日）／テレビせとうち）

インターネット配信
- おかやま☆おおやまTV（2011年12月26日（生出演）／USTREAM）
- S-QtyのDear Future～未来のボクへ～（2013年12月13日（生出演）／WALLOP） - 4thシングル「Dear Future～未来のボクへ～」発売記念番組。司会はカオポイントの石橋哲也。
- 超銀河団スターちゃんねる Vol.2～第15回（2014年3月9日（VTR出演）／HiBiKi Radio Station）

### S-QTY:R
テレビ
- 24時間テレビ 「愛は地球を救う」（2015年8月23日（my♪ラビッツと共演）／日本テレビ系・RNC西日本放送） - CAI以外の2人は2014年も出演（CHIはmy♪ラビッツ・岡山×少女隊として、YUZは岡山×少女隊として）。

ラジオ
- うたわら（2016年1月1日（当日公開収録）、Radio momo）

### my♪ラビッツ
テレビ
- 24時間テレビ 「愛は地球を救う」（2013年8月25日（第1期・S-Qtyと共演）、2014年8月31日（第2期）、2015年8月23日（第3期・S-QTY:Rと共演）／日本テレビ系・RNC西日本放送） - 2014年は「岡山×少女隊」のメンバーとしても出演。
- ミルンへカモン! なんしょん?（2015年2月19日（第2期）、3月31日（第2期・第3期）／OHK岡山放送） - 2月19日放送分では、リトルスター★あみ（放送当時）と矢野みなみアナウンサーのダンス・歌対決で両者と共演（課題曲は「うさぎちゃんHAPPy」）。3月31日放送分では、22日実施の「ゆみ生誕&卒業・第3期my♪ラビッツお披露目ライブ」の模様と共にあみのmy♪ラビッツ加入が報じられた。

インターネット配信
すべて第1期。
- Ustream of ぼっけー【N】ラジオ（2013年5月15日・6月19日、USTREAM）

### 岡山×少女隊
テレビ
- 24時間テレビ 「愛は地球を救う」（2014年8月31日／日本テレビ系・RNC西日本放送） - この日山陽マルナカ高屋店とママカリフォーラムで行われたチャリティーライブでデビュー。
- 小原春香のアプリDO!（2015年1月31日・3月7日（両日ともゆみ・ちはる出演）／OHK岡山放送） - 2人ともmy♪ラビッツのメンバーだが「岡山×少女隊」名義での出演。また小原のサポート役（アプリ仙人）としてボブ石井も出演。

## 定期ライブ
2012年2月から2014年3月まで、倉敷REDBOXにて定期ライブ『S-QTime!!』を、2013年4月から2014年2月まで東京定期ライブ『S-QTokyo』をそれぞれ開催していた。開催間隔は倉敷が原則毎月第3日曜日、東京が約2ヶ月に1回。倉敷では2012年11月・2014年2月を除いて毎月開催していた。
my♪ラビッツ・リトルスター★もフロントアクトとして出演。my♪ラビッツは倉敷定期ライブにはVol.9（2012年10月）からほぼ毎回、東京定期ライブはVol.3（2013年9月）とVol.5（2014年2月）に出演（Vol.5は杉本のみ）。リトルスター★は原則倉敷定期ライブのみに出演していたが（Vol.20（2013年10月）から毎回）、東京定期ライブVol.5にメンバーのみゆがmy♪ラビッツ杉本と一緒に出演した（みゆは翌3月my♪ラビッツに正式加入）。
なおmy♪ラビッツも定期ライブを開催したが、前述の通り観客数が目標に届かず1公演で終了している。